# Naturalistes sur timbres
De nombreux naturalistes, botanistes et zoologistes apparaissent en philatélie.

## Classement par personnalité

### B
Alfred Edmund Brehm (1829-1884)
- Émission de 1989 de la République démocratique allemande, bloc commémorant les deux Brehms.

Christian Ludwig Brehm (1787-1864)
- Émission de 1989 de la République démocratique allemande, bloc commémorant les deux Brehms.

### C
Adelbert von Chamisso (1781-1838)
- Émission de 1981 de la République démocratique allemande, série commémorant des personnalités allemandes.

 Georges Cuvier (1769-1832)
- Émission de 1969 de la France, série commémorant des personnalités françaises.

### D
Charles Darwin (1809-1882)
- Émission de 1958 de la République démocratique allemande (conjointe avec un timbre sur Linné, voir ce nom).

### F
Jean-Henri Fabre (1823-1915)
- Émission de 1956 de France, série commémorant des personnalités scientifiques françaises.

 Georg Forster (1754-1794)
- Émission de 1979 de la République démocratique allemande, série commémorant des personnalités allemandes.

### H
Alexander von Humboldt (1769-1859)
- Émission de 1960 de la République démocratique allemande, série commémorant le 150e anniversaire de la fondation de l'université Humboldt de Berlin. Il y figure aux côtés de son frère Wilhelm von Humboldt (1767-1835).
- Émission de 1969 de la République démocratique allemande, série commémorant des personnalités allemandes.
- Émission de 1983 de la République démocratique allemande, série commémorant le bicentenaire de Simón Bolívar (1783-1830).

### J
Nikolaus Joseph von Jacquin (1727-1817)
- Émission de 1977 de l'Autriche, commémorant le 250e de la naissance du baron Jacquin.

### K
Pál Kitaibel (1757-1817)
- Émission de 1992 de l'Autriche, commémorant l'anniversaire de divers scientifiques.

### L
Carl von Linné (1707-1778)
- Émission de 1958 de la République démocratique allemande (conjointe avec un timbre sur Darwin, voir ce nom).

### M
Gregor Mendel (1822-1884)
- Émission de 1984 de l'Autriche, commémorant le centenaire de la mort de Mendel.

### N
Johann Friedrich Naumann (1780-1857)
- Émission de 1980 de la République démocratique allemande, série commémorant des personnalités allemandes.

 August Neilreich (1803-1871)
- Émission de 1971 de l'Autriche, commémorant le centenaire de la mort de Neilreich

### P
Felipe Poey (1799-1891)
- Émission de 1958 de Cuba, série commémorant le naturaliste.
- Émission de 1974 de Cuba, série commémorant le 175e anniversaire de sa naissance.
- Émission de 1999 de Cuba, série commémorant le 200e anniversaire de sa naissance.

### T
Albrecht Daniel Thaer (1752-1828)
- Émission de 1977 de la République démocratique allemande, série commémorant des personnalités allemandes.

### Institutions scientifiques
Jardin zoologique du Château de Schönbrunn
- Émission de 1952 de l'Autriche, commémorant le bicentenaire du parc zoologique.

## Classement par pays
| Pays                              | Année | Nombre de timbre   | Thème                                                                                         | Valeur faciale | Sujet                                                              |
| République démocratique allemande | 1958  | Série de 2 valeurs | 100e anniversaire de la théorie de l'évolution de Darwin.                                     | 10 p.          | Charles Darwin (1809-1882)                                         |
|                                   |       |                    | 180e anniversaire de la mort de Linné et 200e anniversaire de la parution de Systema Naturae. | 20 p.          | Carl von Linné (1707-1778)                                         |
|                                   | 1960  | Série de 5 valeurs | 150e anniversaire de l'université Humboldt et 250e anniversaire de Charite Berlin.            | 40 p.          | Alexander von Humboldt (1769-1859)                                 |
|                                   | 1969  | Série de 4 valeurs | Personnalités allemande                                                                       | 25 p.          | Alexander von Humboldt (1769-1859)                                 |
|                                   | 1977  | Série de 4 valeurs | Personnalités allemande                                                                       | 40 p.          | Albrecht Daniel Thaer (1752-1828)                                  |
|                                   | 1979  | Série de 6 valeurs | Personnalités allemande                                                                       | 70 p.          | Georg Forster (1754-1794)                                          |
|                                   | 1980  | Série de 6 valeurs | Personnalités allemande                                                                       | 25 p.          | Johann Friedrich Naumann (1780-1857)                               |
|                                   | 1981  | Série de 6 valeurs | Personnalités allemande                                                                       | 50 p.          | Adelbert von Chamisso (1781-1838)                                  |
|                                   | 1983  | Émission unique    | Bicentaire de Simón Bolívar (1783-1830)                                                       | 35 p.          | Alexander von Humboldt (1769-1859)                                 |
|                                   | 1989  | Bloc               | Les deux frères Brehm                                                                         | 50 p. 80 p.    | Alfred Edmund Brehm (1829-1884) Christian Ludwig Brehm (1787-1864) |
| Autriche                          | 1952  | Émission unique    | Commémorant le bicentaire du parc zoologique du Château de Schönbrunn                         | 1 s 50         | Ménagerie                                                          |
|                                   | 1971  | Émission unique    | Centenaire de la mort de Neilreich                                                            | 2 s            | August Neilreich (1803-1871)                                       |
|                                   | 1977  | Émission unique    | 250e anniversaire de la naissance du baron Jacquin                                            | 4 s            | Nikolaus Joseph von Jacquin (1727-1817)                            |
|                                   | 1984  | Émission unique    | Centenaire de la mort de Mendel                                                               | 4 s            | Gregor Mendel (1822-1884)                                          |
|                                   | 1992  | Série de 4 valeurs | 175e anniversaire de la mort de Kitaibel                                                      | 6 s            | Pál Kitaibel (1757-1817)                                           |